# Emil von Schwartzkoppen
Ferdinand Emil Karl Friedrich Wilhelm von Schwartzkoppen (né le 15 janvier 1810 au manoir d'Obereimer (de) et mort le 5 janvier 1878 à Stuttgart) est un général d'infanterie prussien.

## Biographie

### Origine
Emil est issu de la famille bourgeoise Swartekop, mentionnée pour la première fois dans un document à Brunswick vers 1500, dont les membres sont élevés à la noblesse de chevalerie impériale et héréditaire autrichienne en 1688. Il est le fils du forestier et chambellan prussien Ernst August Friedrich von Schwartzkoppen (de) (né le 27 mai 1776 et mort le 17 février 1827 à Arnsberg) de Königslutter et de son épouse Marie-Thérèse Charlotte, née Marschall von Bieberstein (née le 17 août 1775 et morte le 25 mars 1842) de Wallerstein.

### Carrière militaire
Schwartzkoppen étudie au lycée Laurentianum (de) à Arnsberg et s'engage dans l'armée prussienne après avoir obtenu son diplôme le 10 janvier 1826. Sa première unité est le 30e régiment d'infanterie à Trèves et Luxembourg. Il devient sous-lieutenant en 1829 puis adjudant de bataillon ou de régiment. En 1841, il devient adjudant au commandement de la forteresse de Luxembourg. En 1846, il est promu capitaine et sert comme commandant de compagnie dans le 36e régiment de fusiliers. En 1847, il est transféré au 2e régiment de grenadiers.
Il acquit sa première expérience de combat avec ce régiment en 1848 lors des combats de rue à Berlin puis dans la guerre contre le Danemark. Le 23 avril, il est blessé lors de la prise d'assaut de l'Annettenhöhe lors de la bataille de Schleswig. Malgré une résection, le chirurgien Bernhard von Langenbeck sauve son bras droit après plusieurs opérations et reste fonctionnel. Après avoir poursuivi sa carrière militaire dans diverses fonctions, il devient colonel et commandant du 55e régiment d'infanterie. Avec ce régiment, il participe à la guerre des Duchés le 18 avril 1864 et est impliqué dans l'assaut de la redoute de Düppel.
Après la guerre, il est promu général de division en 1864 et commandant de la 27e brigade d'infanterie. Avec cette dernière, il fait partie de l'armée de l'Elbe dans la guerre austro-prussienne et marche dans le royaume de Bohême. Lors de la bataille de Sadowa, il reçut l'ordre Pour le Mérite pour avoir pris d'assaut la ville de Problus. Le 30 octobre 1866, il est transféré en tant que commandant de la 18e division d'infanterie à Flensbourg. Le 10 août 1867, il reprend le commandement de la 19e division d'infanterie à Hanovre et est promu lieutenant-général à la fin de l'année.

#### Guerre franco-prussienne
La 19e division fait partie du 10e corps d'armée avec la 2e armée. Son premier engagement majeur a lieu lors de la bataille de Mars-la-Tour. Schwartzkoppen et sa division marchent vers le bruit de la bataille et attaque avec deux de ses régiments (ensemble une brigade) en mouvement, sans avoir reconnu le terrain ou la force et la position de l'ennemi. Ses soldats avaient marché douze heures et étaient épuisés en conséquence. Il suppose que l'attaque se fera contre le flanc français, mais c'est le centre du 4e corps français (Ladmirault).
Lors de l'attaque des hauteurs de Bruville, les deux régiments sont pris entre les feux croisés de deux divisions françaises (Grenier et Cissey). En moins de 30 minutes, ses régiments perdent 2 600 hommes et doivent se retirer complètement vaincus. Ces pertes sont égales à 60 % de la force totale, 45 % de tous les soldats des régiments sont morts, y compris le général de brigade von Wedell et les deux commandants de régiment. Les soldats n'ont même pas réussi à mettre les troupes françaises à portée de leurs fusils.
Ce n'est que grâce à une attaque de cavalerie pour relâcher la pression que les régiments ne sont pas complètement anéantis immédiatement, mais parviennent à se détacher de l'ennemi. Une contre-attaque française est menée avec une seule brigade et peut donc être repoussée lorsque les Français se trouvent à portée des fusils allemands.

#### Les années d'après-guerre
Après cette bataille, il est tombé malade et n'est pas utilisé dans cette guerre. Après la paix de Francfort, il devient d'abord gouverneur militaire de Berlin et reçoit le commandement de la gendarmerie d'État. En 1873, il est promu général d'infanterie et en décembre 1874 général commandant du 13e corps d'armée. Dans cette position, Schwartzkoppen meurt le 5 janvier 1878.
Sa dépouille est transférée à Mersebourg pour y être inhumée le 8 janvier 1878.

### Récompenses
Schwartzkoppen reçoit plusieurs prix pour ses nombreuses années de service. Il reçoit les médailles et décorations suivantes :
- Grand-croix de l'ordre de Frédéric le 19 mars 1872 ;
- Grand-croix de l'ordre du Lion de Zaeringen avec épées le 13 mai 1873 ;
- Grand Commandeur de l'ordre de Hohenzollern le 2 septembre 1873 ;
- Grand-croix de l'ordre de l'Aigle rouge avec des feuilles de chêne et des épées sur l'anneau le 23 septembre 1876 ;
- Grand-croix de l'ordre de la Couronne de Wurtemberg le 28 septembre 1876.

À l'occasion de son 50e anniversaire dans le service, Schwartzkoppen devient chef du 57e régiment d'infanterie. Il a également reçu l'autorisation de porter l'uniforme général du Wurtemberg.

### Famille
Schwartzkoppen se marie une première fois le 4 août 1840 à Fischbek Anna Marie Luise von Ditfurth (née le 27 septembre 1816 à Dantzig et morte le 15 avril 1865 à Düsseldorf), la fille du futur général prussien de l'infanterie Wilhelm von Ditfurth, propriétaire du manoir de Dankersen près de Rinteln et de Florentine von Brederlow. Ce mariage ont les enfants suivants :
- August Wilhelm Louis Arthur Hans (né le 25 novembre 1842 à Luxembourg) ;
- Hélène Florentine Mathilde Antoinette Franziska Agnès (née le 1er novembre 1846 à Sarrelouis), mariée à Anton von Alvensleben, seigneur de Redekin ;
- Kuno Klemens (né le 23 février 1848) ;
- Maximilian Wilhelm August Leopold (1850-1917), général d'infanterie prussien à la suite du 2e régiment de grenadiers de la Garde ;
- Bartold (né en 1860).

Quatre ans après la mort de sa première femme, il se marie le 29 avril 1869 à Mersebourg avec Christiane Marie Hildegard von Brederlow (née le 13 décembre 1833 à Halberstadt et morte le 31 mars 1916 à Mersebourg), de la branche de Tragarth près de Mersebourg, fille du major général prussien Bonaventura von Brederlow (de) et de Karoline, née von Branconi (de). Ce second mariage a deux fils :
- Erich Hans Bonaventura Emil (de) (1870-1919), maréchal de la cour des princes Frédéric-Henri et Frédéric-Guillaume de Prusse (qui devient plus tard l'empereur allemand Guillaume II) ;
- Friedrich Wilhelm Tido Georg Karl Anton (né le 23 février 1874 à Stuttgart), colonel prussien.